# 轉化糖漿
轉化糖漿是一種由葡萄糖和果糖合成的黃褐色混合物，而上述兩類糖份是通過蔗糖在水中加熱而取得。轉化糖漿的甜度較蔗糖高，且可保持較多水份及不易結晶，由於這些特質，轉化糖漿的產品在烘焙作業中備受推崇。
蔗糖的分子結構是屬由兩個單醣組合而成的雙醣，通過加熱含蔗糖的溶液，使蔗糖產生水解反應，進而分解成屬於單醣的果糖和葡萄糖，這種糖漿的旋光度與普通的糖相反，所以稱爲“轉化糖漿”。上述的水解反應通常可藉著添加催化劑而加快，這些催化劑包括蔗糖酶及轉化糖苷水解酶，另使用含有果酸成份的物質如檸檬汁也可加快轉化過程。